# Àntif
Àntif (en grec antic: Ἄντιφος) va ser, segons la mitologia grega, un fill de Tèssal rei de Cos i, per tant, net d'Hèracles. Amb el seu germà Fidip va participar en la guerra de Troia al costat dels aqueus, dirigint els homes de Càrpatos, Nísiros, Casos i Cos que viatjaven amb 30 naus, segons diu Homer al «Catàleg de les naus» de la Ilíada.
Segons la tradició, Àntif, tornant de Troia, es va establir en uns territoris dels pelasgs, juntament amb el seu germà, i va fundar un país que va anomenar amb el nom de Tessàlia, en honor del seu pare. Estrabó, que explica diversos mites referents al nom de Tessàlia, diu especialment que va ser fundada per uns estrangers anomenats Fidip i Àntif que li van posar el nom d'un avantpassat seu.
Homer i Apol·lodor esmenten fins a quatre personatges més amb aquest nom.